# Söngvakeppnin
A Söngvakeppnin (magyarul: Televíziós Dalverseny egy évente megrendezett zenei fesztivál Izlandon. A verseny szervezője a Ríkisútvarpið. A Söngvakeppnin győztese képviselheti Izlandot az Eurovíziós Dalfesztiválon. A nemzeti döntő címe 2012-ig Söngvakeppni sjónvarpsins volt.
Izland eddig még egyetlen alkalommal sem nyert az Eurovíziós Dalfesztiválon. 1992-ben és 2009-ben azonban második helyen végeztek.

## Története
A verseny először 1986-ban került megrendezésre először, mikor az ország debütált az Eurovíziós Dalfesztiválon. A RÚV televízió azóta is ezen műsor által választ előadót és dalt. 1995 és 1997 között, 1999-ben, valamint 2004-ben és 2005-ben belső (televízión belüli) dalválasztás miatt maradt el a dalverseny, 1998-ban és 2002-ben pedig az dalversenyen nem indulhatott az ország, ezért akkor sem rendezték meg.
Kezdetben egyestés műsorként, 5-10 dal vett részt a versenyen, amely mezőnyben az sem volt ritka, hogy több dallal indult egy előadó egyszerre. Először elődöntőt 1990-ben rendeztek, de szokássá csak 2006-ban vált.
A műsorban a 80-as években, és a 90-es években regionális zsűrik, 2000-től telefonos szavazásos rendszerrel a közönség, 2012-től pedig a zsűri és a közönség fele-fele arányban szavazzák meg a legvégső dalt. 2013-tól a döntőben bevezettek egy szuperdöntőt, amelyre a döntőben két legtöbb pontot elért előadó kvalifikálta magát. A szuperdöntőben már csak a telefonos szavazás volt érvényben, a zsűri nem szólhatott bele az eredményekbe, így a nézők döntöttek az eurovíziós indulójukról. 2016-ban a döntőben bevezették a regionális zsűrit, amely összesen hat területről (északkelet, északnyugat, dél, délkelet, észak és kelet Reykjavík) pontozták a dalokat. Mindegyik terület három zsűritaggal rendelkezett. Miután abban az évben nem jutottak tovább a dalfesztivál döntőjébe, így a következő évben izlandi és nemzetközi zsűritagokkal pótolták a zsűri szerepét.
2021-ben a nemzeti döntő kihagyása mellett döntöttek, amikor a 2020-as képviselőjük új lehetőséget kapott az ország képviseletére a műsorszolgáltatótól, miután elmaradt a verseny a Covid19-pandémia miatt.
A verseny aranyszabálya, hogy az indulók kötelezően csakis izlandi nyelven adhatják elő a dalukat, amelyet bár 2008-ban eltöröltek, 2011-ben visszakerült. 2014-ben a szuperdöntőbe került előadók választhattak milyen nyelven szeretnék előadni versenydalukat. Ebben az esetben mindketten angolul énekelték el, így a következő évtől változásként funkcionált az a szabály, hogy az elődöntőkben kötelező izlandi nyelven énekelni a versenyzőknek, de a döntőben a számukra szimpatikusabb változatot adhatják elő. Így a következő öt évben az ország versenydala angolul hangzott el. 

## Győztesek
A Söngvakeppnin összes győztese képviselte Izlandot az Eurovíziós Dalfesztiválon. A szigetország még sosem nyerte meg a versenyt, így ők az egyedüli skandináv ország akik még nem szerezték meg a trófeát. Ámbár 1999-ben és 2009-ben másodikak lettek. Előbbinél Svédország, utóbbinál Norvégia előzte meg őket.
2020-ban a Daði & Gagnamagnið képviselte volna az országot, azonban március 18-án az Európai Műsorsugárzók Uniója bejelentette, hogy 2020-ban nem tudják megrendezni a versenyt a COVID–19-koronavírus-világjárvány miatt. Az izlandi műsorsugárzó jóvoltából az együttes végül újabb lehetőséget kapott az ország képviseletére a következő évben. Az élő adásokban a második próbán rögzített produkcióval versenyeztek, mivel a csapat egyik tagjának a PCR-tesztje pozitív lett és nem léphettek fel élőben.
| Év   | Előadó                | Dal                   | Magyar fordítás             | Döntő                   | Pontszám                | Elődöntő           | Pontszám           |
| ---- | --------------------- | --------------------- | --------------------------- | ----------------------- | ----------------------- | ------------------ | ------------------ |
| 1986 | ICY                   | Gleðibankinn          | Az öröm bankja              | 16.                     | 19                      | Nem volt elődöntő  | Nem volt elődöntő  |
| 1987 | Halla Margrét         | Hægt og hljótt        | Lassan és halkan            | 16.                     | 28                      | Nem volt elődöntő  | Nem volt elődöntő  |
| 1988 | Beathoven             | Þú og þeir (Sókrates) | Te és ők (Szókratész)       | 16.                     | 20                      | Nem volt elődöntő  | Nem volt elődöntő  |
| 1989 | Daniel                | Það sem enginn sér    | Amit senki sem lát          | 22.                     | 0                       | Nem volt elődöntő  | Nem volt elődöntő  |
| 1990 | Stjórnin              | Eitt lag enn          | Még egy dal                 | 4.                      | 124                     | Nem volt elődöntő  | Nem volt elődöntő  |
| 1991 | Stefán és Eyfi        | Draumur um Nínu       | Az álom Nináról             | 15.                     | 26                      | Nem volt elődöntő  | Nem volt elődöntő  |
| 1992 | Heart 2 Heart         | Nei eða já            | Nem vagy igen?              | 7.                      | 80                      | Nem volt elődöntő  | Nem volt elődöntő  |
| 1993 | Inga                  | Þá veistu svarið      | Akkor majd tudod a választ  | 13.                     | 42                      | Nem volt elődöntő  | Nem volt elődöntő  |
| 1994 | Sigga                 | Nætur                 | Éjszakák                    | 12.                     | 49                      | Nem volt elődöntő  | Nem volt elődöntő  |
| 2000 | August és Telma       | Tell Me!              | Mondd nekem                 | 12.                     | 45                      | Nem volt elődöntő  | Nem volt elődöntő  |
| 2001 | Two Tricky            | Angel                 | Angyal                      | 22.                     | 3                       | Nem volt elődöntő  | Nem volt elődöntő  |
| 2003 | Birgitta              | Open Your Heart       | Tárd ki a szívedet          | 8.                      | 81                      | Nem volt elődöntő  | Nem volt elődöntő  |
| 2006 | Silvia Night          | Congratulations       | Gratulálok                  | Nem jutott be a döntőbe | Nem jutott be a döntőbe | 13.                | 62                 |
| 2007 | Eiríkur Hauksson      | Valentine Lost        | Elvesztett kedves           | Nem jutott be a döntőbe | Nem jutott be a döntőbe | 13.                | 77                 |
| 2008 | Eurobandið            | This Is My Life       | Ez az életem                | 14.                     | 64                      | 8.                 | 68                 |
| 2009 | Yohanna               | Is It True?           | Igaz-e?                     | 2.                      | 218                     | 1.                 | 174                |
| 2010 | Hera Björk            | Je ne sais quoi       | Nem tudom mi                | 19.                     | 41                      | 3.                 | 123                |
| 2011 | Sjonni's Friends      | Coming Home           | Hazatérés                   | 20.                     | 61                      | 4.                 | 100                |
| 2012 | Gréta Salóme és Jónsi | Never Forget          | Sosem feledem               | 20.                     | 46                      | 8.                 | 75                 |
| 2013 | Eythor Ingi           | Ég á líf              | Van életem                  | 17.                     | 47                      | 6.                 | 72                 |
| 2014 | Pollapönk             | No Prejudice          | Semmi előítélet             | 15.                     | 58                      | 8.                 | 61                 |
| 2015 | Maria Olafs           | Unbroken              | Töretlen                    | Nem jutott be a döntőbe | Nem jutott be a döntőbe | 15.                | 14                 |
| 2016 | Greta Salóme          | Hear Them Calling     | Hallom, ahogy hívnak        | Nem jutott be a döntőbe | Nem jutott be a döntőbe | 14.                | 51                 |
| 2017 | Svala                 | Paper                 | Papír                       | Nem jutott be a döntőbe | Nem jutott be a döntőbe | 15.                | 60                 |
| 2018 | Ari Ólafsson          | Our Choice            | A mi választásunk           | Nem jutott be a döntőbe | Nem jutott be a döntőbe | 19.                | 15                 |
| 2019 | Hatari                | Hatrið mun sigra      | A gyűlölet fog érvényesülni | 10.                     | 232                     | 3.                 | 221                |
| 2020 | Daði & Gagnamagnið    | Think About Things    | Dolgokon gondolkodni        | Elmaradt a verseny      | Elmaradt a verseny      | Elmaradt a verseny | Elmaradt a verseny |
| 2022 | Systur                | Með hækkandi sól      | A felkelő nappal            | 23.                     | 20                      | 10.                | 103                |
| 2023 | Diljá                 | Power                 | Erő                         | Nem jutott be a döntőbe | Nem jutott be a döntőbe | 11.                | 44                 |
| 2024 | Hera Björk            | Scared of Heights     | Tériszony                   | Nem jutott be a döntőbe | Nem jutott be a döntőbe | 15.                | 3                  |
| 2025 | Væb                   | Róa                   | Evezés                      | 25.                     | 33                      | 6.                 | 97                 |

### Külső hivatkozások
- A Söngvakeppnin weboldala
- Izlandi nemzeti döntők